# Gedit
gedit é um editor de texto do GNOME. Se assemelha ao Bloco de Notas do Windows, mas com recursos para desenvolvedores, como:
- Numeração de linhas
- Indentação automática
- Realce de sintaxe
- Verificação ortográfica